# San Juan y Oros
San Juan y Oros o San Juan de Oro es una localidad argentina ubicada en el Departamento Santa Catalina de la provincia de Jujuy. Se encuentra sobre la Ruta Nacional 40, en el sector de la Puna de Atacama llamado Puna Jujeña,  casi sobre la confluencia del arroyo Oros sobre el río Grande de San Juan.
La principal actividad económica es la cría de los auquénidos conocidos con el nombre de    llamas y el lavado de oro. Su capilla es muy antigua y constituye un atractivo turístico, estuvo exornada con pinturas al fresco que datan del periodo colonial español fechadas entre el 1750 a 1760 por el equipo etnohistórico y antropológico dirigido por el doctor en filosofía argentino José Emilio Burucúa más conocido como Gastón Burucúa, pero gran parte de las valiosas pinturas de la capilla han sido robadas tras 1970.
San Juan de Oros cuenta con una escuela primaria. En 2008 comunidades originarias de esta localidad entre otras se mostraron contrarias al desarrollo de la minería en la zona. Casi despoblado, la mayor parte de su población se mudó a Misa Rumi.